# 艾登王朝
艾登王朝，亦稱艾登侯國（土耳其語：Aydınoğulları Beyliği）在當時的安纳托利亚侯国中，該國擁有實力強大的海軍艦隊，並以其頻繁的海上襲擊行動而聞名。

## 國名與首都
艾登侯國的國名由來，是以奠基者艾登奧盧·加齊·穆罕默德贝伊的名字來命名的，侯國早期的首都設於比爾吉，後來搬遷至艾亞索魯克（今日的塞尔丘克）。

## 歷史
艾登侯國乃於原先統治小亞細亞的魯姆蘇丹國（塞尔柱帝国的分支政權）衰弱後，在14世紀時期，由烏古斯突厥人於小亞細亞西部海岸所建立的國家。
該國曾經一度佔領士麥那（現稱伊兹密尔）海港及其周圍的土地，尤其在烏穆爾貝伊的統治期間，艾登侯國的艦隊實力雄厚，是當時爱琴海地區的海上強權。在拜占庭帝国陷入兩約翰戰爭的內戰期間，烏穆爾貝伊選擇與約翰六世結為同盟，並派兵協助約翰六世對抗他的皇位競爭對手約翰五世，但也因此引起拉丁諸國發起士麥那十字軍進行反擊，十字軍在這次軍事行動中從艾登侯國手中奪取了士麥那港口。
艾登侯國於1390年第一次被奥斯曼帝国所併吞，雖然1402年帖木兒在擊敗鄂圖曼帝國的蘇丹巴耶济德一世後，將原本的土地歸還給艾登的統治者，不過在1425年時該國再度被鄂圖曼帝國佔領，此後艾登侯國永久失去它的獨立地位，成為鄂圖曼帝國轄下的領土。

## 建築與影響

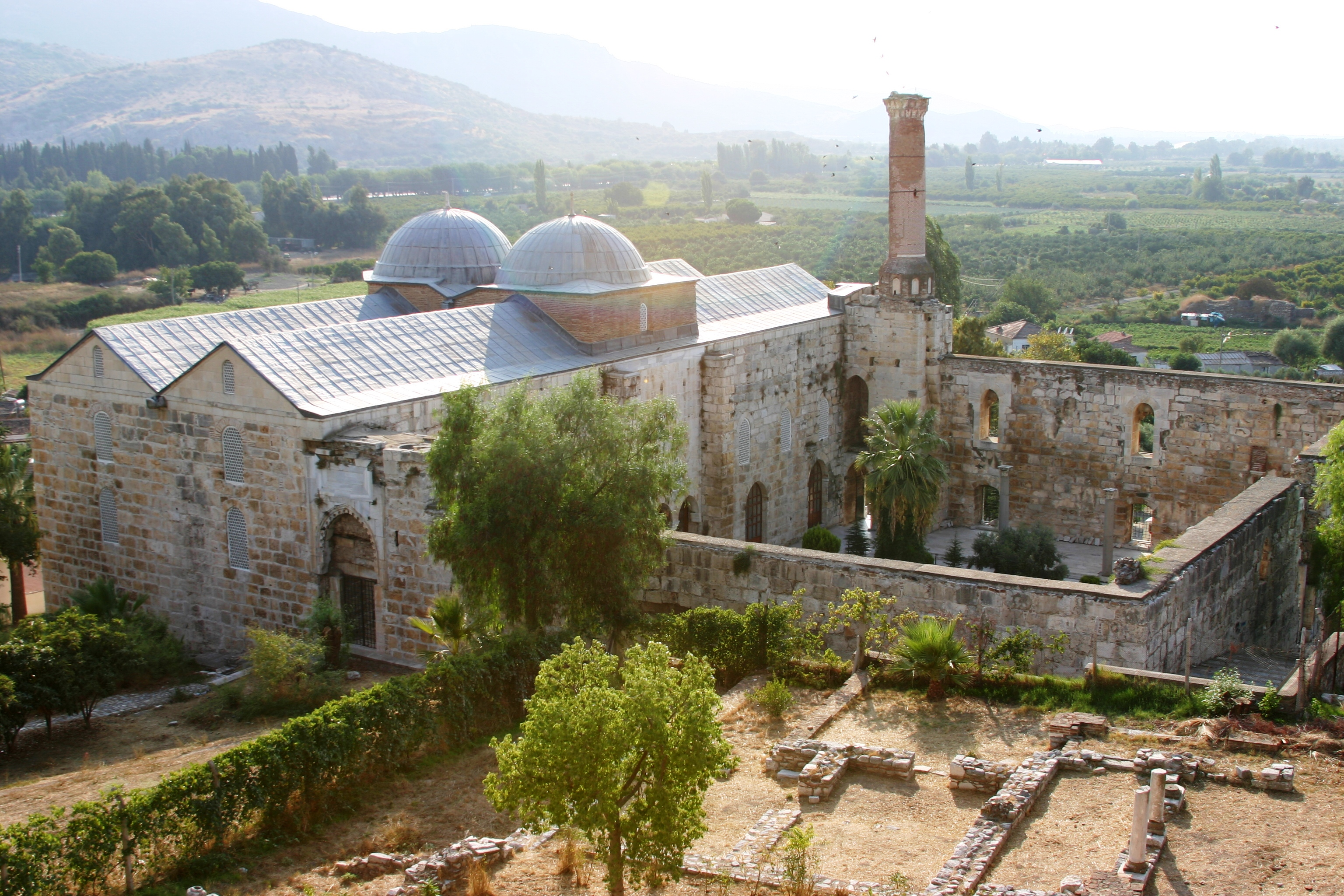
位於塞尔丘克的伊薩貝伊清真寺，完工於1375年

艾登侯國的歷任贝伊們在首都比爾吉與艾亞索魯克（塞尔丘克）蓋有許多重要的建築作品，其中最著名的建築物是由伊薩貝伊所修築的伊薩貝伊清真寺。
今日土耳其的艾登市名，即是得名自艾登侯國。

## 統治者列表
1. 穆哈里札爾辛·加齊·穆罕默德貝伊（1308年－1334年）[2]
2. 烏穆爾貝伊（1334年－1348年）[2]
3. 穆罕默德奧盧·赫茲爾貝伊（1348年－1360年）[2]
4. 赫茲爾奧盧·伊薩貝伊（1360年－1390年）[2]

- 鄂圖曼帝國統治時期（1390年－1402年）

1. 伊薩奧盧·穆薩貝伊（1402年－1403年）
2. 穆薩奧盧·烏穆爾二世貝伊（1403年－1405年）
3. 伊茲密爾奧盧·朱奈德貝伊（英语：Junayd of Aydın）（1405年－1426年）